# Edmundova Soutěska
Edmundova Soutěska är en ravin i Tjeckien. Den ligger i den norra delen av landet, 90 km norr om huvudstaden Prag.